# Бентон (округ, Вашингтон)
Округ Бентон (англ. Benton County) — округ штата Вашингтон, США. Население округа на 2000 год составляло 142 475 человек. Административный центр округа — город Проссер.

## История
Округ Бентон основан в 1905 году.

## География
Округ занимает площадь 4410,7 км2.

## Демография
Согласно переписи населения 2000 года, в округе Бентон проживало 142 475 человек (данные Бюро переписи населения США). Плотность населения составляла 32,3 человек на квадратный километр.